# George Eastman
George Eastman (Waterville, Nueva York; 12 de julio de 1854-Rochester, Nueva York; 14 de marzo de 1932) fue el fundador de la Eastman Kodak Company e inventor del rollo de película, que sustituyó a la placa de cristal, con lo cual consiguió poner la fotografía a disposición de las masas. El rollo de película es también un elemento fundamental para el desarrollo del cine.
El 4 de septiembre de 1888 Eastman registró la marca Kodak y recibió una patente para su cámara que usaba el rollo de película. Ese mismo año lanza al mercado la cámara Kodak Camera, que utilizaba carretes de 100 fotos circulares y para cuya campaña de promoción acuñó la frase «Usted aprieta el botón, nosotros hacemos el resto». Lo más importante es que a partir de este momento ya no se requerían grandes conocimientos en fotografía o en la utilización de productos químicos.
Esta cámara se vendía ya cargada y lista para realizar las fotos. Una vez usada, se devolvía a la casa que extraía el carrete, revelaba las fotos y las devolvía junto a la cámara otra vez cargada. La cámara cargada costaba 25 dólares (unos 1600 dólares de 2015), y el revelado del carrete y un carrete nuevo costaban 10$ (unos 640 dólares de 2015). La novedad se impuso y supuso que el uso de la fotografía se pudo extender a toda la población. Esta cámara marca el momento de la popularización de la fotografía.
En el año 1889 Eastman cambia el carrete de papel por uno de celuloide y unos años más tarde elimina la incomodidad de tener que devolver la cámara entera al comenzar la comercialización de un carrete protegido que permite su colocación y extracción a la luz del día. Es en estos años cuando surge la fotografía de aficionado tal y como la conocemos en la actualidad.
Eastman, de carácter complejo, se hizo multimillonario gracias a sus innovaciones, invirtiendo grandes sumas de dinero en diferentes obras benéficas. Sin embargo, su inestabilidad psíquica le llevó a su suicidio por un arma de fuego en el corazón, tras padecer una enfermedad degenerativa en la médula espinal que le impedía caminar. Dejó una nota en la que ponía:

«A mis amigos: Mi trabajo está hecho, ¿por qué esperar?» (en inglés: «To my friends: My work is done. Why wait?»)

Hubo cierta controversia sobre el estado de su salud mental al momento de morir. Había donado 150 000 $ a la Cornell University poco antes de morir y la universidad llevó el caso ante la corte pues el certificado de defunción indicaba locura transitoria. A. K. Chapman y Marion Folson dieron su testimonio en contra de tal situación, y la donación quedó validada. Quien completó el certificado de defunción luego admitió que incluía tal nota en todos los casos de suicidio, para que el cadáver pudiese ser enterrado en tierra sagrada, en caso de haberse tratado de un católico.
En sus dos últimos años, Eastman sufrió intensos dolores causados por un trastorno que afectaba a su columna vertebral. El 14 de marzo de 1932, se pegó un tiro en el corazón, dejando una nota que decía: "A mis amigos: mi trabajo está hecho. ¿Por qué esperar?"
Eastman está considerado como uno de los residentes más influyentes y conocidos de Rochester, Nueva York. Ha sido conmemorado en varios campus universitarios y en el Paseo de la Fama de Hollywood, y el Museo George Eastman ha sido designado Monumento Histórico Nacional.

## Primeros años

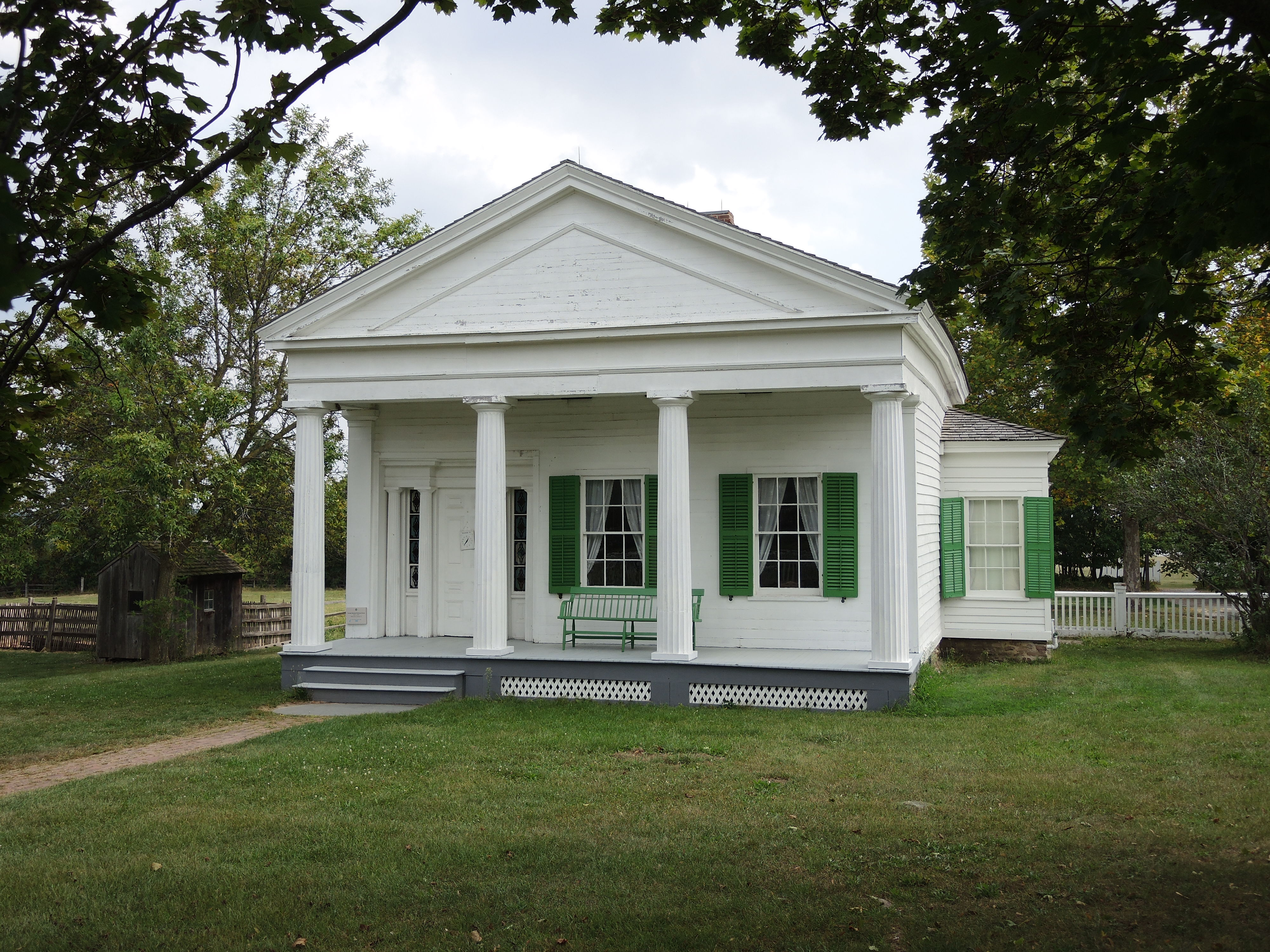
La casa de la infancia de Eastman, trasladada de Waterville al Genesee Country Village and Museum

Eastman nació en Waterville (Nueva York), como el hijo menor de George Washington Eastman y Maria Eastman (de soltera Kilbourn), en la granja 10 acres (4 ha) que sus padres habían comprado en 1849. Tuvo dos hermanas mayores, Ellen Maria y Katie. En gran parte fue autodidacta, aunque asistió a una escuela privada en Rochester después de los ocho años.
A principios de la década de 1840, su padre había fundado una escuela de negocios, el Eastman Commercial College en Rochester (Nueva York). La ciudad se convirtió en uno de los primeros "boomtowns" de Estados Unidos, debido a su rápida industrialización. Cuando la salud de su padre empezó a deteriorarse, la familia abandonó la granja y se trasladó a Rochester en 1860. Su padre murió de un trastorno cerebral el 27 de abril de 1862. Para sobrevivir y costear los estudios de George, su madre acogió a huéspedes.
La segunda hija, Katie, había contraído polio de joven y murió a finales de 1870, cuando George tenía 15 años. El joven George dejó pronto la escuela y empezó a trabajar para ayudar a mantener a la familia. Cuando Eastman empezó a tener éxito con su negocio de fotografía, juró devolver a su madre las penurias que había soportado para criarlo.

## Carrera

### Fundación de Kodak

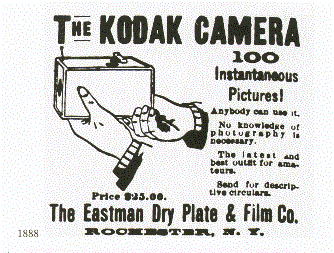
Un anuncio de 1888 de la primera cámara Kodak

Mientras trabajaba como empleado de banca en la década de 1870, Eastman se interesó por la fotografía. Tras recibir lecciones de George Monroe y George Selden, desarrolló una máquina para recubrir placas secas en 1879. En 1881, fundó la Eastman Dry Plate Company con Henry Strong para vender placas, con Strong como presidente de la empresa y Eastman como tesorero, donde se encargó de la mayoría de las funciones ejecutivas. Por la misma época, comenzó los experimentos para crear un rollo de película flexible que pudiera sustituir a las placas por completo. En 1885, recibió una patente para un rollo de película, y luego se centró en la creación de una cámara para utilizar los rollos. En 1888, patentó y lanzó la cámara Kodak ("Kodak" es una palabra creada por Eastman). Se vendía cargada con suficiente rollo de película para 100 exposiciones. Una vez realizadas todas las exposiciones, el fotógrafo enviaba la cámara por correo a la empresa Eastman en Rochester, junto con 10 dólares. La empresa procesaba la película, hacía una copia de cada exposición, cargaba otro rollo de película en la cámara y enviaba la cámara y las copias al fotógrafo.
La separación de la toma de fotografías del difícil proceso de revelado de la película fue novedosa e hizo que la fotografía fuera más accesible que nunca para los aficionados, y la cámara fue inmediatamente popular entre el público. En agosto de 1888, Eastman tenía dificultades para satisfacer los pedidos, y él y sus empleados pronto tuvieron otras cámaras en desarrollo. La Eastman Dry Plate Company, que crecía rápidamente, se reorganizó como Eastman Company En 1889, y luego se constituyó como Eastman Kodak en 1892.

### Crecimiento de la industria cinematográfica

Retrato de Eastman por Paul Nadar, 1890

Eastman reconoció que la mayor parte de sus ingresos provendrían de la venta de rollos de película adicionales, en lugar de las ventas de cámaras, y se centró en la producción de películas. Al proporcionar película de calidad y asequible a todos los fabricantes de cámaras, Kodak consiguió convertir a sus competidores en socios comerciales de facto. En 1889 patentó los procesos para la primera película de nitrocelulosa junto con el químico Henry Reichenbach. Una serie de demandas por infracción de patentes preocuparían a Eastman y a sus abogados en los años siguientes, incluida una de Reichenbach tras ser despedido en 1892. La mayor demanda provendría de la productora cinematográfica rival Ansco. El inventor Hannibal Goodwin había presentado una patente para la película de nitrocelulosa en 1887, antes que Eastman y Reichenbach, pero no se concedió hasta 1898. Ansco compró la patente en 1900 y demandó a Kodak por infracción. Kodak perdió finalmente el pleito, que duró más de una década y costó a la empresa 5 millones de dólares.</ref

== Legado ==

Como buen hombre de negocios, Eastman centró su empresa en la fabricación de películas cuando la competencia se recrudeció en el sector de las cámaras fotográficas. Al proporcionar película de calidad y asequible a todos los fabricantes de cámaras, Kodak consiguió convertir a sus competidores en socios comerciales de facto.<ref>Heineman, Ted (2009). «George Eastman». Riverside Cemetery Journal. Archivado desde el original el 17 de marzo de 2016. Consultado el 23 de marzo de 2018.</ref>
En 1915, Eastman fundó una oficina de investigación municipal en Rochester "para hacer cosas por la comunidad" y servir de "agencia independiente y no partidista para mantener informados a los ciudadanos". La agencia, denominada Centro de Investigación Gubernamental, sigue cumpliendo esa misión.
A lo largo de su vida, Eastman donó 100 millones de dólares a diversas organizaciones, destinando la mayor parte de su dinero a la Universidad de Rochester y al Instituto Tecnológico de Massachusetts para construir sus programas e instalaciones (bajo el alias de "Sr. Smith"). Fue uno de los mayores filántropos de Estados Unidos en vida. El Instituto de Tecnología de Rochester tiene un edificio dedicado a Eastman, en reconocimiento a su apoyo y sus cuantiosas donaciones. El MIT instaló una placa de Eastman en uno de los edificios que financió. Los estudiantes frotan la nariz de la imagen de Eastman en la placa para tener buena suerte. Eastman también hizo donaciones sustanciales al Instituto Tuskegee y al Instituto Hampton de Alabama y Virginia, respectivamente.
La Security Trust Company de Rochester fue la albacea de la herencia de Eastman. La totalidad de su patrimonio fue legado a la Universidad de Rochester. El Eastman Quadrangle del River Campus de la Universidad de Rochester lleva su nombre.
Eastman construyó una mansión en el número 900 de la East Avenue de Rochester. En ella invitaba a cenar a sus amigos y celebraba conciertos privados. La Universidad de Rochester utilizó la mansión para diversos fines durante décadas después de su muerte. En 1949 reabrió sus puertas tras haber sido adaptada como Museo Internacional de Fotografía y Cine George Eastman House. Fue declarada Monumento Histórico Nacional y en la actualidad se conoce como Museo George Eastman.
La casa de la infancia de Eastman se salvó de la destrucción. Fue restaurada al estado en que se encontraba durante su infancia y se exhibe en el Genesee Country Village and Museum.